# Торрехон-дель-Рей
Торрехон-дель-Рей (ісп. Torrejón del Rey) — муніципалітет в Іспанії, у складі автономної спільноти Кастилія-Ла-Манча, у провінції Гвадалахара. Населення — 5065 осіб (2010).
Муніципалітет розташований на відстані близько 40 км на північний схід від Мадрида, 14 км на захід від Гвадалахари.
На території муніципалітету розташовані такі населені пункти: (дані про населення за 2010 рік)
- Парке-де-лас-Кастільяс: 2496 осіб
- Торрехон-дель-Рей: 1103 особи
- Сеньйоріо-де-Мур'єль: 706 осіб
- Ерас-де-Сан-Себастьян: 760 осіб

## Демографія
Динаміка населення (INE ):